# ユメセイキ
ユメセイキは長野県農事試験場（現・長野県農業試験場）が育種した小麦の品種。日本麺用品種である。

## 開発の経緯
長野県の小麦栽培としてナンブコムギやシラネコムギの作付けが行われていたが、これらは比較的に固めの食感を持っていた。消費者にはソフトで滑らかな食感を求める傾向もあり、低アミロース種がこういった需要に応えるのだが、長野県での栽培に適する品種は無かった。地場産業振興の目的もあり、長野県内で入手でき、栽培に適した品種で低アミロースであり、多収・穂発芽性が難な上に栽培が容易で､うどんの官能評価が高い品種の育成が求められた。
1988年度に長野県農業試験場において関東107号と東山24号の人工交配を行ったことを始まりとして、派生系統育種法により選抜固定を図り、2000年度の雑種第12代（F12）をユメセイキと名付けた。

## 特徴
ユメセイキの特徴として以下が挙げられる。

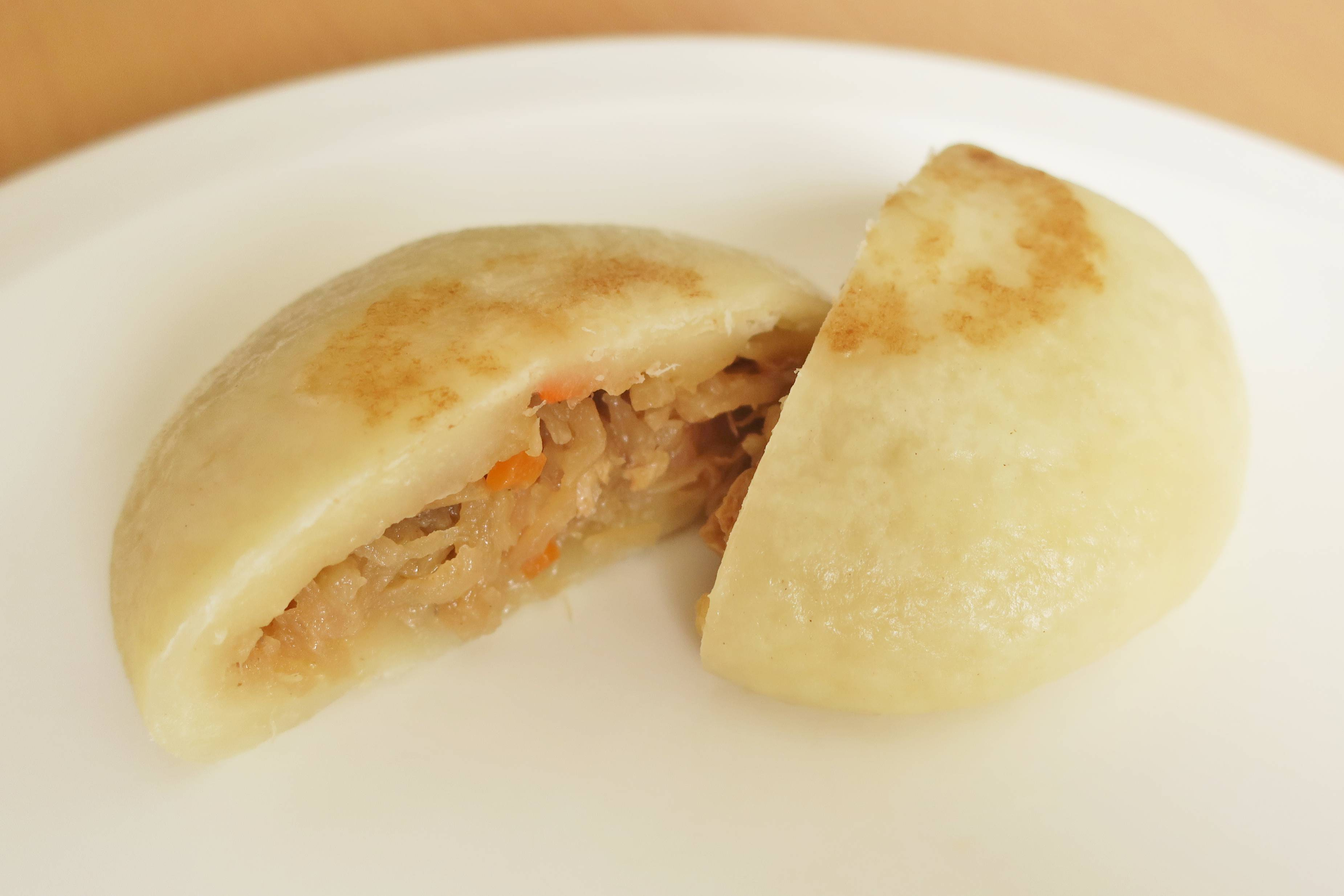
ユメセイキを使用した信州おやき

- 麺にしたときの粘弾性が高く、滑らかで食感に優れる[3]。
  - うどんにした場合には、なめらかであり、粘りとこしに優れたものとなる[4]。
  - きめが細かいという特徴からおやき、すいとん、製菓、ケーキなどへの利用も適している[4]。
- 穂発芽性は難で、成熟期の降雨による品質低下を防げる[3]。
- 稈長は短く、穂長は長く、収量性に優れる[3]。
- 出穂期、成熟期はシラネコムギとほぼ同等[3]。

## 「信州の夢」うどん
うどん麺の原料小麦を100%長野県産とし、内50%以上をユメセイキを用いて、千曲市、長野市、および周辺都市で製造された手打ち、手打ち式のご当地うどんを「信州の夢」として産地化推進協議会が認定を行っている。
また、「信州のゆめ」「信州の夢」は2005年に商標登録されている。